# セファルディム

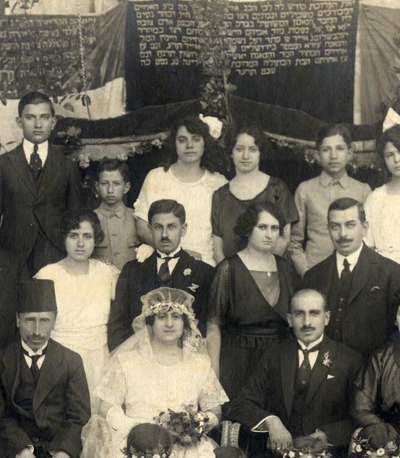
オスマン朝時代のアレッポで行われたセファルディムの結婚式（1914年）

セファルディム（Sephardim, ספרדים）は、ディアスポラとなったユダヤ人の内、アシュケナジム以外のユダヤ人の総称。基本的にアラブ・アフリカ・アジアに住んでいたユダヤ人の子孫。このうち中東・アフリカ系をミズラヒムと区別する場合もある。
言葉の由来は、スペインやポルトガルに居住していたラディノ語を話すユダヤ教徒。1452年にイベリア半島（スペイン・ポルトガル）から追放された以降は、トルコ、北アフリカなどオスマン帝国領土に定住した。セファルディーム、スファラディ（Sephardi, ספרדי）、スペイン系ユダヤ人などとも言う。語源はオバデヤ書（20節）に見える地名、セパラデ（Sepharad、西暦2世紀以降イベリアと同一視された）である。セファルディはセファルディムの単数形である。

## 概説
セファルディムは、もうひとつの一大勢力であるアシュケナジムとともに、今日のユダヤ教徒社会の事実上の二大勢力であるとみなされている。イスラエルでは一般に、セファルディムがアジア人または中東系ユダヤ人、アシュケナジム（ヘブライ語でドイツを意味する）が白系ユダヤ人を指す語として大雑把に使われる場合があるが、これはオスマン朝からイギリス委任統治期を経てイスラエル共和国建国後に至るユダヤ教の宗教行政において「オリエントのユダヤ教徒」(Yahudei ha-Mizrah)がセファルディムの主席ラビの管轄下に置かれていたことに起因する。本来の語義から言うと、どちらも先祖はヨーロッパに定住したユダヤ人だが、人種的にはっきりしたところは不詳で、現在も論争がたえない。少なくとも当初は、地理的な区別に過ぎなかったとされている。

セファルディムは、中世にイベリア半島（スペイン、ポルトガル）に住んでいたユダヤ人の子孫を指す。1492年、イベリアに残る最後のイスラム政権を滅ぼしたスペインにおける大規模な排撃で、その多くが南ヨーロッパや中東、北アフリカなどのオスマン帝国の領域に移住し、少数ながら、オランダやイギリスにも移り、20世紀にいたる。セファルディムの言語は、ラディーノ語（別名：ユダヤ・スペイン語、ジュデズモ語）であり、アシュケナジムが話すイディッシュ語とは異なる。

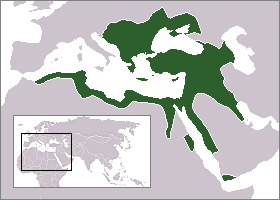
オスマン帝国の最大版図（1683年）

## 有名なセファルディムの人物・家系
- アブラバネル姓 Abravanel の人
  - イサーク・アブラバネル
  - モーリス・アブラヴァネル
- ヴァールブルク家　Warburg
  - アビ・ヴァールブルク
- イサーク・アルベニス
  - セシリア・マリア・サラ・イザベル・シガネール=アルベニス（イサークの曾孫女、サルコジの前妻）
- イヴァン・イリイチ （母方がセファルディム）
- バールーフ・デ・スピノザ（エスピノーサ）
- エプシュタイン　Epstein - 1492年にスペインからドイツのエップシュタイン(Eppstein)に移住した集団
- マーリオ・カステルヌオーヴォ＝テデスコ - 作曲家。ただし Tedesco というのはドイツ人（アシュケナジム）という意味。
- ベンジャミン・カードーゾ
- ガブリエル・カーテリス
- エリアス・カネッティ
- ヨセフ・カロ
- ネーヴ・キャンベル（母方の Neve 家がカトリックに改宗したアムステルダムのセファルディム）
- ギュンツブルク　Günzburg - ポルトガル系で、ギュンツブルクへの移住者の家系。東へ移住した家系からは、帝政ロシアの大富豪一族が出ている
- ヴァル・キルマー
- ユリア・クリステヴァ（キリスト教徒）
- オットー・クレンペラー（父方アシュケナジム、母方セファルディム）
- イーディ・ゴーメ
- エドモン・ジャベス
- ニール・セダカ - トルコ系の移民
- ピーター・セラーズ（祖母 Welcome Mendoza は著名なボクサー Daniel Mendoza を生んだメンドーザ家の出身）
- ベンジャミン・ディズレーリ（イタリア系のイギリス人）
- ジャック・デリダ（アルジェリア出身）
- エルザ・ランギーニ（母方がアルジェリアのセファルディム）
- アレクサンダー・フォン・ツェムリンスキー（母方の祖父がセファルディム、祖母はトルコ系のムスリム、父親はボヘミア系のカトリックで、ユダヤ教徒として育った）
- イツハク・ナヴォン
- バールーフ・ベナセラフ（両親はモロッコ出身のユダヤ人）
- ベルナイス系の姓
  - エドワード・バーネイズ
- ベンベニステ Benveniste, Benvenisti 系の姓
  - エミール・バンヴェニスト
- カミーユ・ピサロ
- ハロルド・ピンター（祖先はポルトガル系で本来の姓は Pinto）
- マレイ・ペライア
- ヘンリエッテ・ヘルツ（祖先はポルトガル系で旧姓 de Lemos）
- シャブタイ・ベン・ツヴィ
- カール・エーミール・フランツォース（フランスからポーランドに移住した家系）
- ショーン・ペン
- レズリー・ホア＝ベリシャ　Leslie Hore-Belisha
- ホルヘ・ルイス・ボルヘス（末裔）
- ホロヴィッツ家
  - ジョーゼフ・ホロヴィッツ - オーストリア出身のイギリスの音楽家。
  - ヴラジーミル・ホロヴィッツ - ウクライナ出身のピアニスト。
  - ロバート・ホロヴィッツ - アメリカの生物学者。
- モーゼス・マイモニデス
- ピエール・マンデス＝フランス
- ジョルジュ・ムスタキ
- サム・メンデス
- モディリアーニ姓
  - アメデオ・モディリアーニ
  - フランコ・モディリアーニ
- シャウル・モファズ
- モーゼス・モンテフィオーレ（イタリア系のイギリス人）
- エマ・ラザラス
- ラッパポルト　Rappaport, Rappoport, Rapaport, Rapoport, Rapport, etc.  - 1776年からフランクフルト・アム・マインのユダヤ人居住地に見える。「カラスのポルトガル人（Rabe Porto）」の変化で、カラスはゲットーでの紋章の図柄、といわれる。
- サルヴァドール・ルリア
- ダヴィド・レヴィ
- デイヴィッド・リカード（オランダ経由でイギリスに移住したスペイン系ユダヤ人の家系）
- ローザ・ルクセンブルク
- フランクリン・ルーズベルト（直接的にはオランダ系だが、Adolf Schmalix の "Are the Roosevelts Jewish?" によると母 Sarah Delano がセファルディム。
- ピーター・ドラッカー（オーストリアのドイツ系ユダヤ人だが、先祖がオランダにいたセファルディムだった）